# Egy kis Fry & Laurie
Az Egy kis Fry & Laurie (angolul A Bit Of Fry And Laurie) egy humoros angol televíziós sorozat Stephen Fry és Hugh Laurie szereplésével. 1989 és 1995 között adta a BBC2 és a BBC 1, Magyarországon a Comedy Central csatornán látható. Négy évadja volt, ezen belül 26 rész készült el, beleértve a legelső, 1987-es 36 perces epizódot is. Már akkor örült mindkét humorista, hogy együtt dolgozhat, de a zsúfolt időrendjük miatt végül csak 1989-ben kezdhették el a közös munkát.
A show rövid szkeccsekből állt, melyek inkább excentrikusak voltak. Némelyik poén már majdnem vulgárissá sikeredett, de végül mégsem jutottak odáig. A közönség figyelméért harcoltak, nagyon progresszív módon, gyakran bontották le a negyedik falat, azaz kibeszéltek a közönség felé. A sorozat nagyon hasonlított a Monty Python Repülő Cirkuszára.

## Visszatérő szereplők

### Alan
Alant (Laurie) titkosügynöknek vette fel egy titokzatos szervezet, ami csak Ügynökségnek hívta magát. Előtte Alan helyettesítő tanár volt. A szerep több 1970-es évekbeli televíziós sorozat paródiája volt.

### The Bishop and the Warlord (A püspök és a hadúr)
A püspök (Fry) és a hadúr (Laurie) először az első részben bukkantak fel. Ők a világhíres light-metál (a heavy metal ellentéte) banda tagjai. A hadúr tipikus rockernek van öltözve, míg a püspök tipikus püspök, a szószéken. Ő énekel (vagy prédikál) a szószékről.

### Control és Tony
Control (Fry) és Tony Murchison (Laurie) két titkosügynök, akik az első részben bukkannak fel először. Control a Titkosszolgálat vezetője, Tony pedig az NDK-s részleghez van beosztva.

### John és Peter
Talán a sorozat leghíresebb alakjai John (Fry) és Peter (Laurie), két erősen ivó üzletember. A korabeli üzletemberek kifigurázása volt a céljuk.

## Epizódok
- Pilot rész: 1987. december 26. - (36 perc)
- Első évad: 1989. január 13. – 1989. február 17. (6 rész)
- Második évad: 1990. március 9. – 1990. április 13. (6 rész)
- Harmadik évad: 1992. január 9. – 1992. február 13. (6 rész)
- Negyedik évad: 1995. február 12. – 1995. április 2. (7 rész)